# برنهارد ستيفن
برنهارد ستيفن (بالألمانية: Bernhard Steffen)‏ هو لاعب كرة قدم ألماني في مركز الهجوم، ولد في 1 يونيو 1937 في ألمانيا. شارك مع منتخب ألمانيا لكرة القدم. أما مع النوادي، فقد لعب مع فورتونا دوسلدورف.

## وصلات خارجية
- برنهارد ستيفن على موقع قاعدة بيانات كرة القدم.إي يو (الإنجليزية)
- برنهارد ستيفن على موقع بيانات كرة القدم. دي إي (الألمانية)
- برنهارد ستيفن على موقع ناشيونال فوتبول تيمز (الإنجليزية)
- برنهارد ستيفن على موقع عالم كرة القدم.نت (الإنجليزية)